# Économie du bien-être
L’économie du bien-être est une branche de l'économie qui s'intéresse à la définition et à la mesure du bien-être social, ainsi qu'au cadre d'étude à partir duquel sont conçues les politiques publiques. Elle cherche principalement à répondre à la question : « Entre plusieurs situations économiques possibles, chaque situation étant caractérisée par la façon dont sont réparties les ressources et les revenus, laquelle est la meilleure ? ».
Développant dans un cadre néoclassique la perspective utilitariste, l'économie du bien-être procède généralement par la formulation d'une fonction de choix social, souvent la somme des utilités individuelles, sous un certain nombre de contraintes et l'hypothèse de rationalité des agents. 
Welfare economics en anglais, l'économie du bien-être se distingue de l'économie du bonheur en ce qu'elle infère les niveaux d'utilité des choix de consommation des individus, là où l'économie du bonheur utilise les réponses à des questions directes comme mesure quantitative du bien-être. 
Deux de ses résultats fondamentaux sont les théorèmes du bien-être, qui démontrent que dans un cadre néoclassique de concurrence pure et parfaite et de marchés parfaits, 
1. Toute allocation résultat des échanges de marché est un optimum de Pareto : on ne peut pas améliorer la situation d'un agent sans détériorer celle d'au moins un autre.
2. Tout optimum de Pareto constitue l'équilibre des échanges de marché pour une certaine allocation initiale des ressources.

Le premier théorème démontre l'efficacité allocative des marchés purs et parfaits. Le second énonce qu'on peut parvenir à toute situation optimale au sens de Pareto en redistribuant les ressources initiales et en laissant ensuite faire le libre jeu du marché. 

La place de cette branche de l'économie a fluctué au cours du temps, l'ampleur des enjeux contrastant souvent avec le cadre restrictif dans lequel des réponses peuvent être apportées. Selon les mots de M. Fleurbaey et P. Mongin en 2005
« La mort de l'économie du bien-être a souvent été proclamée, non parce que les questions qu'elle traite seraient inutiles ou superflues, mais parce que les outils qu'elle propose peinent à répondre aux questions soulevées. Mais les pistes ouvertes par ses développements récents semblent pouvoir repousser les limites auxquelles se heurtaient les travaux fondateurs ».

## L'approche fondatrice

### L'héritage utilitariste
L’économie du bien-être découle des travaux et analyses de Jeremy Bentham, à la fin du XVIIIe siècle, repris au XIXe siècle par John Stuart Mill (utilitarisme) puis par William Stanley Jevons.
Tous se fondent sur les hypothèses suivantes :
- une situation économique se caractérise par la façon dont les ressources et les revenus sont répartis ;
- les individus sont les mieux placés pour juger leur propre bien-être (rationalité) ;
- les individus cherchent à améliorer leur bien-être en fonction de critères d'utilité ;
- l'utilité est mesurable directement en termes monétaires (utilité cardinale) ;
- le bien-être de la société est la somme des bien-être particuliers.

### Le bien-être social optimum selon V. Pareto
Une situation est considérée comme étant optimale d'après l'optimum de Pareto, si aucun individu ne peut améliorer son bien-être sans détériorer le bien-être d'un autre. L'optimum - dans cette vision- ne peut être défini de manière absolue mais seulement relative, dans le cadre d'une répartition donnée des revenus. Le critère de Pareto implique l'usage de comparaisons interpersonnelles d'utilité.
Quatre critères sont nécessaires pour qu'une telle situation se réalise :
1. Le taux marginal de substitution est égal pour tous les consommateurs. Aucun consommateur ne peut améliorer sa condition sans détériorer celle d'un autre.
2. Le taux marginal de transformation est égal pour tous les producteurs. Aucun producteur ne peut améliorer sa condition sans détériorer celle d'un autre.
3. Le coût marginal d'une ressource est égal au revenu marginal du produit. Le produit physique marginal d'un facteur est le même pour toutes les entreprises.
4. Les taux marginaux de substitution sont égaux aux taux marginaux de transformation. La production satisfait la demande.

### La formalisation d'Arthur Pigou
En 1920, parait l'ouvrage The Economics of Welfare de l'économiste britannique Arthur Cecil Pigou. La thèse de Pigou repose sur des hypothèses de nature individualiste :
- l'individu est le seul juge de son bien-être ;
- le bien-être de la société est exclusivement défini à partir du bien-être de chacun des individus.

Elle fait souvent référence au théorème fondamental selon lequel, sous certaines conditions, l'équilibre de marché est un équilibre de Pareto.
Elle précise l'analyse sur les points suivants :
- pour la définition du bien-être : pour un individu, à travail fourni égal, l'augmentation de la consommation, ou la hausse du temps de loisir accroit le bien-être ;
- pour le traitement de l'efficacité : usage du critère de Pareto, ou du critère de compensation de Hicks et Kaldor ;
- pour la répartition : recours à la fonction de bien-être social ;
- pour le classement des préférences : mesure selon l'utilité ordinale.

À la fin des années 1930, alors que ces idées conduisent à réinterpréter l'utilité  comme la seule représentation numérique des choix dans une théorie modernisée de la demande (à partir de comparaison interpersonnelles d'utilité), la validité de cette approche est à son tour mise en cause.

## La «Nouvelle économie du Bien-être»
En 1947, Paul A. Samuelson entend distinguer l'« ancienne » de la « nouvelle économie du bien-être ». La première s'inscrit dans l'héritage utilitariste de Jeremy Bentham : elle revient à sommer les utilités individuelles  et repose donc sur des comparaisons interpersonnelles d'utilité. La nouvelle économie du bien-être se refuse à recourir à de telles comparaisons. Cette contestation est portée par deux courants

## Les tendances contemporaines de l'économie de Bien-être
Selon A Baujard « L'économie du bien-être est morte… Vive l'économie du Bien-être ».

### La mesure du Bonheur
Selon R.A. Easterlin (1974)  Layard L. (2005) Clark A. et Senik C. (2008), Davoine (2009).
Les années 1990 et 2000 ont marqué le retour dans la recherche en économie de l'idée que l'action publique devait être évaluée à l'aune de l'amélioration du bien-être qu'elle permet. Alimenté par la multiplication des études sur les déterminants du bien-être subjectif et des collectes de données, ce mouvement a conduit à la formulation de politiques publiques du bien-être procédant de cette démarche.

### Le retour de l'analyse comparative
Selon A.K. Sen (1985) et (1992), ; Robeyns I. (2005) et (2006),.

### La théorie de l'équité
Selon M. Fleurbaey et P. Mongin (2005), M. Fleurbaey (2008), M. Fleurbaey et F. Maniquet (2011).